# Maksymilian Szwed
Maksymilian Szwed (Łódź, 6 agosto 2004) è un velocista polacco.

## Record nazionali
Seniores
- 400 metri piani indoor: 45"31 ( Apeldoorn, 9 marzo 2025)

## Progressione

### 400 metri piani
| Stagione | Misura   | Luogo     | Data      | Rank. Mond. |
| -------- | -------- | --------- | --------- | ----------- |
| 2025     | 45"31(i) | Apeldoorn | 8-3-2025  |             |
| 2024     | 45"25    | Bydgoszcz | 28-6-2024 |             |
| 2023     | 45"70    | Lublino   | 19-7-2023 |             |
| 2022     | 47"49    | Radom     | 8-7-2022  |             |
| 2021     | 48"57    | Karpacz   | 17-7-2021 |             |

## Palmarès
| Anno | Manifestazione               | Sede        | Evento        | Risultato      | Prestazione | Note        |
| ---- | ---------------------------- | ----------- | ------------- | -------------- | ----------- | ----------- |
| 2022 | Mondiali U20                 | Cali        | 4x400 m       | Batteria       | 3'09"05     |             |
| 2023 | Giochi Europei               | Chorzów     | 4x400 m mista | Argento        | 3'12"87     |             |
| 2023 | Europei U20                  | Gerusalemme | 400 m piani   | Bronzo         | 46"31       |             |
| 2023 | Europei U20                  | Gerusalemme | 4x400 m       | 6º             | 3'09"30     |             |
| 2024 | Mondiali indoor              | Glasgow     | 4x400 m       | 5º             | 3'08"00     | [ 1 ] [ 2 ] |
| 2024 | World Relays                 | Nassau      | 4x400 m       | Qual. Olimpica | 3'02"91     |             |
| 2024 | World Relays                 | Nassau      | 4x400 m mista | Finale         | dns         | [ 3 ] [ 4 ] |
| 2024 | Europei                      | Roma        | 4x400 m       | Batteria       | dq          | [ 5 ]       |
| 2024 | Europei                      | Roma        | 4x400 m mista | 7º             | 3'15"32     |             |
| 2024 | Olimpiade                    | Parigi      | 4x400 m       | Batteria       | 3'01”21     |             |
| 2024 | Olimpiade                    | Parigi      | 4x400 m mista | 7º             | 3'12"39     |             |
| 2025 | Europei indoor               | Apeldoorn   | 400 m piani   | Argento        | 45"31       | [ 6 ]       |
| 2025 | World Relays                 | Guangzhou   | 4x400 m mista | 7ª             | 3'16"48     |             |
| 2025 | Europei U23                  | Bergen      | 400 m piani   | Argento        | 45"28       |             |
| 2025 | Giochi mondiali universitari | Reno-Ruhr   | 4x400 m       | Oro            | 3'03"64     |             |

## Altre competizioni internazionali
2023
- Argento ai Campionati europei a squadre di atletica leggera ( Chorzów), 4x400 m mista - 3'12"87

2025
- Oro ai Campionati europei a squadre di atletica leggera ( Madrid), 4x400 m mista - 3'09"43

## Campionati nazionali
- 1 volta campione nazionale polacco dei 400 metri piani (2024)
- 1 volta campione nazionale polacco indoor dei 400 metri piani (2025)

2024
- Argento ai campionati polacchi indoor (Toruń), 400 m piani - 47"21
- Oro ai Campionati polacchi (Bydgoszcz), 400 m piani - 45"25

2025
- Oro ai campionati polacchi indoor (Toruń), 400 m piani - 46"03